# ラヴィスカニーナ
ラヴィスカニーナ（伊: Raviscanina）は、イタリア共和国カンパニア州カゼルタ県にある、人口約1,100人の基礎自治体（コムーネ）。

## 地理

### 位置・広がり

#### 隣接コムーネ
隣接するコムーネは以下の通り。
- アイラーノ
- ピエトラヴァイラーノ
- プラータ・サンニータ
- サンタンジェロ・ダリーフェ
- ヴァイラーノ・パテノーラ
- ヴァッレ・アグリーコラ

### 気候分類・地震分類
ラヴィスカニーナにおけるイタリアの気候分類 (it) および度日は、zona D, 1766 GGである。
また、イタリアの地震リスク階級 (it) では、zona 2 (sismicità media) に分類される。